# کونتیلیانو
کونتیلیانو (به ایتالیایی: Contigliano) یک کومونه در ایتالیا است که در استان ریتی واقع شده‌است.

## خصوصیات
کونتیلیانو ۵۳٫۵ کیلومترمربع مساحت و ۳٬۴۳۲ نفر جمعیت دارد و ۴۸۸ متر بالاتر از سطح دریا واقع شده‌است.